# I banditi di Jan
 I banditi di Jan è una serie televisiva di genere storico di 10 episodi basato sulla vita del fuorilegge fiammingo del XVIII secolo Jan de Lichte, originario di Aalst in quello che oggi è il Belgio. È diventato disponibile in Italia su Netflix dal 2 gennaio 2020. È stato reso disponibile per la prima volta in Belgio sulla rete televisiva Proximus e ora viene trasmesso sulla rete pubblica dal canale VTM. Il titolo originale è De Bende van Jan de Lichte.
Basato sul romanzo del 1957 De bende van Jan de Lichte di Louis Paul Boon, la serie presenta Jan de Lichte non solo come un bandito ma come un difensore degli oppressi, una sorta di Robin Hood fiammingo. Dal 1740 al 1748, durante la guerra di successione austriaca, Jan de Lichte devastò la campagna nei pressi di Aalst.
La serie è stata adattata per la televisione da Christophe Dirickx e Benjamin Sprengers ed è diretta da Robin Pront e Maarten Moerkerke. Le riprese si sono svolte nell'autunno del 2016 e nell'inverno e nella primavera del 2017 nella foresta di Kluisbos a Kluisbergen, ma anche al mercato di Veurne e a Wulveringem al castello di Beauvoorde. Sono state anche girate alcune scene a Hasselbroekstraat e Kasteelstraat a Gingelom, nel parco di Bokrijk, nel castello di Gravensteen e nella riserva naturale del Sahara a Lommel.